# كأس أمريكا الجنوبية 1942
كأس أمريكا الجنوبية 1942 هي النسخة السابعة عشر من البطولة وأقيمت في مونتيفيديو، الأوروغواي في الفترة من 10 يناير 1942 وحتى 7 فبراير 1943. وتوجت الأوروغواي باللقب. لأول مرة تشارك سبعة دول في البطولة وهم: الأوروغواي، الأرجنتين، البرازيل، تشيلي، الإكوادور، باراغواي، بيرو.
تم إقصاء كولومبيا وبوليفيا بالأدوار التمهيدية.
شهدت البطولة الهدف 500 في بطولات أمريكا الجنوبية وذلك خلال مباراة الأرجنتين والإكوادور، وسجل الهدف اللاعب الأرجنتيني خوسيه مانويل مورينو.

## الملعب
| مونتيفيديو     |
| -------------- |
| ملعب سنتيناريو |
| السعة: 65,235  |
|                |

## الترتيب النهائي للفرق
| الدولة     | النقاط | المباريات | فوز | تعادل | هزيمة | له | عليه | فرق | فاعلية |
| ---------- | ------ | --------- | --- | ----- | ----- | -- | ---- | --- | ------ |
| الأوروغواي | 12     | 6         | 6   | 0     | 0     | 21 | 2    | +19 | 100%   |
| الأرجنتين  | 10     | 6         | 5   | 0     | 1     | 21 | 6    | +15 | 83.3%  |
| البرازيل   | 7      | 6         | 3   | 1     | 2     | 15 | 7    | +8  | 58.3%  |
| باراغواي   | 6      | 6         | 2   | 2     | 2     | 11 | 10   | +1  | 50%    |
| بيرو       | 4      | 6         | 1   | 2     | 3     | 5  | 10   | -5  | 33.3%  |
| تشيلي      | 3      | 6         | 1   | 1     | 4     | 4  | 15   | -11 | 25%    |
| الإكوادور  | 0      | 6         | 0   | 0     | 6     | 4  | 31   | -27 | 0%     |

| الأوروغواي                                                              | 6–1 | تشيلي        |
| ----------------------------------------------------------------------- | --- | ------------ |
| لويس كاسترو 7 '، 76' · فاريلا 12' · سيوكا 15' · زابيران 37' · بورتا 54' |     | كونتريراس 1' |

| الأرجنتين                                       | 4–3 | باراغواي                     |
| ----------------------------------------------- | --- | ---------------------------- |
| ساندوفال 9' · ماسانتونيو 30 '، 47' · بيروكا 88' |     | سانشيز 59' · أفيرو 75 '، 86' |

| البرازيل                                                  | 6–1 | تشيلي        |
| --------------------------------------------------------- | --- | ------------ |
| بارتيكزكو 1 '، 78' · بيريللو 23 '، 63 '، 86' · كلوديو 66' |     | دومينغيز 35' |

| الأرجنتين                  | 2–1 | البرازيل     |
| -------------------------- | --- | ------------ |
| غارسيا 3' · ماسانثونيو 27' |     | سيرفيليو 37' |

| الأوروغواي                                                           | 7–0 | الإكوادور |
| -------------------------------------------------------------------- | --- | --------- |
| زابيراين 1' · جامبيتا 13' · فاريلا 16 '، 24 '، 29' · بورتا 23 '، 42' |     |           |

| باراغواي   | 1–1 | بيرو         |
| ---------- | --- | ------------ |
| باريوس 35' |     | ماجالانيس 1' |

| البرازيل         | 2–1 | بيرو         |
| ---------------- | --- | ------------ |
| أموريم 43 '، 56' |     | فرنانديز 73' |

| باراغواي                     | 2–0 | تشيلي |
| ---------------------------- | --- | ----- |
| باريوس 33' · بودو فرانكو 54' |     |       |

| الأرجنتين | 12–0 | الإكوادور |
| --- | ---- | --------- |
| غارسيا 2' · مورينو 12 '، 16 '، 22 '، 32 '، 89' · بيديرنيرا 25' · ماسانتونيو 54 '، 65 '، 68 '، 70' · بيروكا 88' |      |           |

| الأوروغواي | 1–0 | البرازيل |
| ---------- | --- | -------- |
| فاريلا 32' |     |          |

| باراغواي                                  | 3–1 | الإكوادور   |
| ----------------------------------------- | --- | ----------- |
| بودو فرانكو 5' · مينجو 57' · إيبارولا 62' |     | خيمينيز 46' |

| الأرجنتين                      | 3–1 | بيرو         |
| ------------------------------ | --- | ------------ |
| هيريديا 12' · مورينو 65 '، 72' |     | فرنانديز 17' |

| بيرو                    | 2–1 | الإكوادور   |
| ----------------------- | --- | ----------- |
| كوينيز 32' · جوزمان 62' |     | خيمينيز 52' |

| الأوروغواي                        | 3–1 | باراغواي   |
| --------------------------------- | --- | ---------- |
| فاريلا 9' · بورتا 26' · سيوكا 65' |     | باريوس 58' |

| الأرجنتين | 0–0 | تشيلي |
| --------- | --- | ----- |
|           |     |       |

ففازت الأرجنتين بدون أهداف.
| البرازيل                                       | 5–1 | الإكوادور            |
| ---------------------------------------------- | --- | -------------------- |
| تيم 10' · بيريلو 12 '، 29 '، 76' · زيزينيو 60' |     | ألفاريز 19 ' (ركلة.) |

| الأوروغواي                            | 3–0 | بيرو |
| ------------------------------------- | --- | ---- |
| شيريميني 47' · كاسترو 54' · بورتا 77' |     |      |

| تشيلي                       | 2–1 | الإكوادور  |
| --------------------------- | --- | ---------- |
| دومينغيز 20' · أرمينغول 42' |     | ألكيفار 5' |

| البرازيل   | 1–1 | باراغواي        |
| ---------- | --- | --------------- |
| زيزينيو 5' |     | بودو فرانكو 23' |

| تشيلي | 0–0 | بيرو |
| ----- | --- | ---- |
|       |     |      |

| الأوروغواي  | 1–0 | الأرجنتين |
| ----------- | --- | --------- |
| زابيران 57' |     |           |

## حامل اللقب
| بطل بطولة أمريكا الجنوبية 1942 |
| ------------------------------ |
| · الأوروغواي · للمرة الثامنة   |